# Enicospilus ternatei
Enicospilus ternatei là một loài tò vò trong họ Ichneumonidae.